# Tour de Flandes 1985
El Tour de Flandes 1985 va ser la 69a edició del Tour de Flandes. La cursa es disputà el 7 d'abril de 1985, amb inici a Sint-Niklaas i final a Meerbeke després d'un recorregut de 271 quilòmetres. El belga Eric Vanderaerden s'imposà en solitari, després de desfer-se dels seus companys d'escapada Phil Anderson i Hennie Kuiper.

## Classificació final
|    | Ciclista                 | Equip                                 | Temps      |
| -- | ------------------------ | ------------------------------------- | ---------- |
| 1  | Eric Vanderaerden (BEL)  | Panasonic-Raleigh                     | 6h 49' 50" |
| 2  | Phil Anderson (AUS)      | Panasonic-Raleigh                     | +41"       |
| 3  | Hennie Kuiper (NED)      | Verandalux-Dries-Rossin-Nissan        | +1' 01"    |
| 4  | Noël Segers (BEL)        | Tonissteiner-Torhout Werchter-Basf    | +2' 03"    |
| 5  | Jozef Lieckens (BEL)     | Lotto-Merckx-Campagnolo-Vermarc Sport | m. t.      |
| 6  | Claude Criquielion (BEL) | Hitachi-Splendor-Sunair-Marc          | m. t.      |
| 7  | Greg LeMond (USA)        | La Vie Claire-Wonder-Radar            | m. t.      |
| 8  | Walter Planckaert (BEL)  | Panasonic-Raleigh                     | +3' 46"    |
| 9  | Jean-Marie Wampers (BEL) | Hitachi-Splendor-Sunair-Marc          | +3' 48"    |
| 10 | Stefan Mutter (SUI)      | Carrera Jeans-Inoxpran                | m. t.      |